# Campionati panamericani di badminton a squadre 2004
I Campionati panamericani di badminton a squadre 2004 si sono svolti a Saint Michael, alle Barbados. È stata la 1ª edizione del torneo, organizzato dalla Badminton World Federation.

## Podi
| Evento           | Oro         | Argento     | Bronzo            |
| Torneo maschile  | Canada      | Stati Uniti | Guatemala Brasile |
| Torneo femminile | Stati Uniti | Canada      | Perù              |